# محاولة اغتيال خالد مشعل

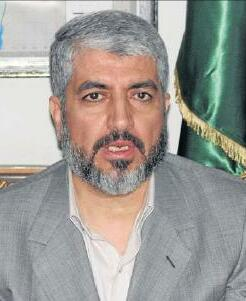
خالد مشعل، زعيم حماس

محاولة اغتيال خالد مشعل (المعروفة أيضًا باسم «العملية سايروس») هي محاولة فاشلة من قبل الموساد بتوجيهات من رئيس الحكومة وقتها بنيامين نتنياهو لاغتيال رئيس المكتب السياسي السابق لحركة حماس خالد مشعل في يوم 25 سبتمبر عام 1997، في عمان، العاصمة الأردنية.

## خلفية العملية
في 30 تموز (يوليو) 1997 ، انفجر استشهاديان في سوق محانيه يهودا في القدس. أسفر الهجوم عن مقتل 16 صهيونيًا وجرح المئات. في اليوم التالي للهجوم، تم التعرف على الاستشهاديين باعتبارهم من عناصر الجناح العسكري لحماس. توصل رئيس الوزراء الصهيوني آنذاك بنيامين نتنياهو إلى قرار مع مجلس الوزراء والأمني بالانتقام من قادة حماس. عرض مسؤولو الموساد على نتنياهو عدة أسماء، من بينهم خالد مشعل وموسى أبو مرزوق. وفضل نتنياهو أن يقوم أعضاء الموساد باغتيال أبو مرزوق، وهو مقيم في الولايات المتحدة وحامل للجنسية الأمريكية، لكن مسؤولي الموساد حذروا نتنياهو من أن إيذاء مواطنًا أمريكيًا رفضت السلطات تسليمه سيضر بالعلاقات بين الاحتلال الصهيوني والولايات المتحدة. أخيرًا، تقرر أن يكون مشعل هدف الاغتيال.

## الاستعدادات للتنفيذ والتخطيط

### الاستعدادات للعملية
بعد اتفاق السلام بين الاحتلال والأردن في عام 1994، منع رئيس الوزراء الصهيوني وقتها إسحاق رابين الموساد من العمل على الأراضي الأردنية. وكان لابد من جمع المعلومات الاستخباراتية التي أدت إلى العملية من الصفر، لذلك واجه قسم العمليات الخاصة في الموساد، «وحدة قيصرية»، العديد من الصعوبات في جمع المعلومات الاستخبارية في الأردن.
وكجزء من الاستعدادات الأولية لتنفيذ العملية، قام الموساد بجمع المعلومات التي كانت بحوزتهم عن قادة المكتب السياسي لحركة حماس في الأردن من خلال جميع أجهزة المخابرات وقاموا بتحليلها. مع المعلومات الاستخباراتية التي بحوزتها، انطلقت فرقة العمليات، «وحدة الحربة»، إلى الأردن للتحضيرات الأولية لتنفيذ عملية الاغتيال. في غضون فترة وجيزة، تمكنت الوحدة من تحديد مكان خالد مشعل من خلال مكتب «الجمعية الخيرية»، ثم جمعت المعلومات الأساسية فيما بعد عن: مكان إقامته، والمركبة التي كان يستقلها، ووصفًا لروتينه اليومي.
وعقب اغتيال رئيس الوزراء الصهيوني إسحاق رابين بطريقة هادئة، فإن ذلك لن يثير الحشد والصخب، اقترح طبيب في وحدة الكيمياء الحيوية وهي المسؤولة عن أداء المهمة باستخدام مشتق كيميائي مخدر من نوع قوي من الفنتانيل . كانت المادة المختارة قاتلة لدرجة أن بضع قطرات منها كانت كافية للتلامس مع الجلد والتسبب في موت خالد مشعل. وكان من الصعب أيضًا اكتشاف المادة في تشريح الجثة.كانت الخطة المتفق عليها هي أن يقترب عميلان من الموساد من خالد مشعل من الخلف، وبينما سيفتح أحدهما علبة صودا مهزوزة جيدًا، يقوم الآخر برش خالد مشعل بالسم القاتل المختار. اقترح أعضاء الوحدة التكنولوجية على الوكلاء أخذ مصل سام معهم في حالة الحاجة.
بعد الموافقة على الخطة، بدأت الاستعدادات النهائية للعملية ; حيث قرر عملاء وحدة الموساد ممارسة الخطة في شوارع تل الربيع. في كل يوم، كان العملاء الذين تشبثوا بالمارة يمرون في شوارع تل الربيع، ويفتحون علبة مشروب غازي من مراهق يستهدفهم، للتحقق من ردود الفعل في الشارع.
أثناء التحضير للعملية، في 4 سبتمبر 1997، فجر استشهاديون في شارع بن يهودا للمشاة في القدس. وزاد الهجوم من رغبة الحكومة الصهيونية على الموساد لتنفيذ الخطة في أسرع وقت ممكن.
استخدم العملاء المختارون لتنفيذ العملية جوازات سفر كندية مزورة، تحت اسم «شون كيندال» و«باري بيدز»، والتي كانت مختلفة عن التغطية الأجنبية التي اعتادوا استخدامها. أقام الاثنان في فندق إنتركونتيننتال في العاصمة الأردنية عمان واستأجرا سيارة.
خلال فترة جمع المعلومات، اتضح للخلية أن خالد مشعل كان يصل كل صباح إلى مكتب حركة حماس في مركز الشامية في العاصمة عمان، وهو مكتب متنكر تحت اسم «مركز المساعدة الفلسطينية». وبحسب المخطط، كان على اثنين من عملاء الوحدة انتظار خالد مشعل بالقرب من سيارته في الصباح ومتابعته حتى وصلوا إلى مبنى المكاتب في مركز الشامية.

## تنفيذ العملية
في صباح يوم 25 سبتمبر 1997 بدأ فريق عملاء الموساد بتنفيذ عملية الاغتيال. لكن بسبب التسرع والضغط من الحكومة الصهيونية، تمكن فريق العملاء من مراقبة مشعل فقط وهو في طريقه من المنزل إلى المكتب في الصباح، ولم يكن فريق العملاء على علم أن مشعل كان يرافق أطفاله في بعض الأحيان إلى المدرسة. في صباح يوم العملية، رافق مشعل أطفاله الذين كانوا مخفيين عن أعين العملاء في المقعد الخلفي لسيارة مشعل لأن النوافذ الخلفية كانت مظلمة.
عندما تأكد الموساد من وصول خالد مشعل إلى مكاتب حركة حماس، بدأ العملاء في الاقتراب منه. نزل مشعل من سيارته وسار باتجاه المكتب، ثم فجأة فتحت ابنة خالد مشعل باب السيارة التي كان من المفترض أن تقودها إلى المدرسة، وركضت نحو والدها وهي تصرخ «أبي! ابي!». ركض سائق سيارة خالد مشعل نحوها، وواصل العملاء، غير مدركين لما يحدث، التقدم نحو مشعل حيث قام أحدهما بإعداد السم والآخر قام بفتح علبة الشراب الغازي. لم تفتح علبة الشراب وعند هذه النقطة أدار مشعل رأسه نحو ابنته، وأصيب بالسم الذي أصاب مؤخرة رقبته بأذنه.
أدرك خالد مشعل أن حياته في خطر فركض نحو سيارته فيما ركض العملاء نحو سيارة الهروب. لاحظ الناشط في حماس محمد أبو سيف، المقاتل السابق في المجاهدين بأفغانستان، والذي صادف تواجده في الموقع، ما كان يحدث وبدأ في مطاردة سيارة الإفلات بسيارته وكتب رقم لوحة السيارة. ترك العملاء السيارة بعد عدة مئات من الياردات. هاجم أبو سيف العناصر فقاموا برد الهجوم واعتدوا عليه بالحجارة والأدوات الحادة وأصابوه بجروح. تسبب الهجوم في إحداث اضطراب في الشارع، وسرعان ما بدأ الكثيرون من الناس في مساعدة أبو سيف. وقام أحد ضباظ الشرطة الأردنية الذي تم استدعاؤه إلى مكان الحادث بإنقاذ العملاء من الحشد واقتيادهم للاستجواب في مركز الشرطة بعد القبض عليهما.
اتصل العملاء بغرفة العمليات في الموساد، وادعت الشرطة الأردنية أنهما سائحان كنديان تعرضا للهجوم من غير سبب أو مبرر. تم استدعاء القنصل الكندي في عمان إلى مكان الحادث وتم استجواب العميلين، وعندما غادر القنصل زنزانة الاعتقال أبلغ الشرطة أن الاثنين ليسا كنديين بالتأكيد. وجد وكلاء الأربعة المتبقية يختبئون في السفارة الصهيونية في الأردن.
عندما علم نتنياهو بفشل العملية، أرسل رئيس الموساد، داني ياتوم، للتحدث مع ملك الأردن وقتها الملك الحسين بن طلال. طلب نتنياهو منه «التخلي عن كل شيء» من أجل إنقاذ مشعل. في محادثة للملك الحسين مع ياتوم، وأبلغ ياتوم أنه إذا مات مشعل، فسيتعين عليه الحكم على عميلي الموساد بالإعدام. أُمر أحد المشاركين في العملية، ميشكا بن ديفيد، الذي كان في يده مضادًا للسم وكان في الأردن، بتسليم الترياق للأردنيين لإنقاذ حياة مشعل .

## نتائج العملية
تسبب فشل العملية بصدمة اارأي العام في الاحتلال. تم تعيين ثلاث لجان تحقيق للتحقيق في القضية، بما في ذلك لجنة تشيخانوفر (التي كان أعضاؤها يوسف تشيخانوفر، ناحوم أدموني ورافي بيليد)، انتقدت الحكومة بشدة وتوصلت التحقيقات إلى النتائج التالية:
- كان على الوحدة الاعتماد على المعلومات الاستخباراتية التي تم جمعها على مدى أشهر، والتدرب على العملية لفترة طويلة.
- كانت المراقبة التي تمت على مشعل، والتي كان الغرض منها جمع المعلومات الاستخبارية ووصف روتينه اليومي، قصيرة للغاية، ولا شك في أنه كان الاعتماد على مراقبة واحدة لا تصف أجندة مشعل.
- كان يجب أن تتم ممارسة العملية بين السكان العرب في الاحتلال وليس في شوارع تل الربيع.
- قبل العملية، كان من المناسب التحقق من طرق الهروب من الأردن، وكان من المناسب إيجاد طرق هروب إحتياطية.
- يجب تعيين مستشار استخباراتي لرئيس الوزراء وزيادة التنسيق بين مختلف أجهزة المخابرات.
- لكي تنجح العملية، كانت هناك حاجة إلى عميلين ماهرين يحملان الجنسية الكندية الحقيقية، بالإضافة إلى حقيقة أن اللغة الإنجليزية كانت مشوهة، مما سهل على الشرطة الأردنية كشفهم كمواطنين صهاينة.

## آثار
كان لفشل العملية عواقب دبلوماسية: فتضررت العلاقات الأردنية الصهيونيةو العلاقات الصهيونية الكندية بشدة. بعدها وافق الاحتلال على إطلاق سراح الشيخ أحمد ياسين ، زعيم حركة حماس و 70 أسيرًا فلسطينيًا آخر، أطلق سراح العملاء الصهاينة في الأردن، وسُمح للعملاء الأربعة الباقين بمغادرة السفارة الصهيونية في الأردن والعودة إلى الكيان المحتل.

### قراءة معمقة
- داني ياتوم، «الشريك السري: من دورية الأركان العامة إلى الموساد»، كتب يديعوت، (فصل من الكتاب نسخة محفوظة 3 مارس 2016 على موقع واي باك مشين.)، 2009.
- مايكل بار زوهار ونسيم مشعل، الموساد: العمليات الكبرى، دار نشر يديعوت أحرونوت وكتب حميد، 2010، الفصل 16
- يوسي ميلمان ودان رافيف، " Shadow Wars: The Mossad and the Intelligence Community "، كتب يديعوت، 2012.

## روابط خارجية
- أنا الرجل الذي أنقذ خالد مشعل مشكا بن دافيد في مقابلة مع رونين بيرغمان، يديعوت أحرونوت، 17 يونيو 2005 (بالعبرية) يوسي ميلمان، بالعودة إلى مسرح الجريمة، على موقع «هآرتس»، 26 سبتمبر / أيلول 2007 (بالعبرية) شاي غال، بعد 16 سنة: فتح ملف مشعل، على موقع ماكو، 4 تشرين الأول 2013 (بالعبرية)   أول ردود فعل الأردن على الاغتيال | التعليقات في الاحتلال الصهيوني | إطلاق سراح فلسطينيين من الكيان الصهيوني بعد عملية الاغتيال | مشعل يرد على إطلاق سراح العملاء الصهاينة | كندا: جوازات سفر مزورة | كندا: الغضب على إسرائيل | أرشيف فيديو AP عشرون عاما مرت على عملية اغتيال للمؤسسة الفاشلة التي نشرتها دوتان غاباي على موقع MivzakLive الإخباري في 25 سبتمبر 2017.